# Hilary Duff
Hilary Erhard Duff (Houston, 1987. szeptember 28. –) amerikai színésznő, énekes, divattervező és dalszerző.
A Lizzie McGuire sikert hozó televíziós főszerepe után Duff elkezdte építeni karrierjét a mozifilmiparban is. Legsikeresebb filmjei a Tucatjával olcsóbb (2003), és a Csáó, Lizzie! (2004). 2005-ben csaknem 15 millió dollárt keresett. Elindította saját ruhakollekcióját (Stuff by Hilary Duff), és saját illatot adott ki, Elizabeth Ardennel, amely a With Love… Hilary Duff nevet viseli (a Dignity With Love című daláról, amiből kislemez lett; a parfüm reklámja is a videóklip részleteiből áll).
Hilarynek a popszakmában is nagy sikerei vannak, albumaiból csaknem 13 millió fogyott el világszerte.
Hatalmas pénzösszeget adományozott a Katrina hurrikán áldozatainak, és ő lett a nemzetközi szóvivője a Kids With A Cause segélyszervezetnek.

## Gyerekkor
A texasi Tescóban született 1987. szeptember 28-án, Susan Colleen (leánykori nevén Cobb), és Robert Erhart Duff második gyermekeként. Duffnak van egy nővére, Haylie Duff, aki szintúgy színész- és énekesnő. Édesanyja arra bátorította Hilaryt, hogy vegyen színi órákat Haylie mellett, minek eredményeként a két lány szerepeket nyert el különböző színházi előadásokban. Hat és nyolcévesen a Duff-testvérek balettezni kezdtek tanulni a texasi San Antonioban. A testvérek fellelkesedtek a színészet, mint szakma ötletére, és végül áttelepültek anyjukkal Kaliforniába. Duff édesapja otthon maradt, hogy gondoskodjon üzleteikről. Sok év meghallgatás és találkozás után a Duff-testvérek különböző tévés reklámokban szerepeltek.

## Televízió

### Korai munkák
Az első film, amiben szerepelt, 1997-ben a True Woman c. film volt. Szintén kapott egy kisebb szerepet a "Playing by Heart" c. filmben, 1998-ban. Ugyanebben az évben megkapta Wendy, a boszorkány szerepét, a Casper és Wendy találkozása c. filmben, ahol találkozik az animációs karakterrel, Casperrel. 1999-ben kapott egy szerepet a "The Soul Collector" című filmben. Ezért a szerepért kapott egy díjat a Young Artist Awards-on. 2000-ben volt két vendégszerepe a "Daddio"-ban és a "Chicago Hope"-ban.

### Lizzie McGuire
Hilary jelentkezett Lizzie McGuire szerepére, a Disney Channel egyik legsikeresebb sorozatába. A szerepet meg is kapta, 2001-ben. Lizzie egy ügyetlen, de átlagos középiskolás lány. A sorozatot 3 évig forgatták, azaz 2001-től 2004-ig tartott. Az első epizódot 2001. január 12-én adták le a Disney Channel-en. Az első részt több mint 2,5 millióan nézték meg. Ez a sorozat hozta meg Duff számára az igazi áttörést. Egy-két epizódban feltűnik pár ismerős arc is, mint például Frankie Muniz, aki Hilary volt barátja. Hilary mellett még olyan színészek szerepelnek, mint Adam Lamberg (Gordo), Robert Carradine (Sam McGuire), Hallie Todd (Jo McGuire). A sorozatból készült egy filmváltozat is, 2003-ban, ahol Hilary két karaktert is alakít. A Lizzie Mcguire Movie 42,6 millió dollár hasznot hozott már az első héten.

### Egyéb projektek
2002-ben megkapta Kelly szerepét a Tinikadét c. filmben. A művészi ambíciókkal megáldott Kelly élete csak a divat körül forog. A gondtalan élet azonban véget ér, amikor édesanyja újra férjhez megy. Egyik csapás követi a másikat: hamarosan másik városba költöznek, és új iskolába kell járnia, méghozzá mostohaapja katonai akadémiájára. Kemény kiképzés vár Kellyre, aki minduntalan kimutatja, hogy nincs ínyére az új rend és az általános viselet. Stone persze mindent elkövet, hogy megfegyelmezze a makrancos lányt. A film a Disney egyik legsikeresebb filmje lett. Sikerült elérnie, hogy kapjon pár vendégszerepet híres sorozatokban. 2000 márciusában megjelenik a "Chicago Hope" c. orvosi sorozatban. 2003-ban a "George Lopez"-ben tűnik fel egy szerep erejéig. Szintén 2003-ban az American Dreams c. sorozatban szerepel nővérével, Haylie-val együtt. 2005-ben a "Joan of Arcadia" egyik részében, mint Joan osztálytársa láthatjuk. A Most Wanted turnéja alatt Mexikóban szerepelt az egyik szappanoperában, a "Rebelde"-ben is.

### Reklámok
Hilary a saját zenéjével hódítja meg a reklám világot. A Candies reklámjában egy gazdag lányt játszik, aki magától értetődően imád shoppingolni.
Nem egyszer a Barbie babákat reklámozta.
Nővérével, Haylie Duff-fal együtt szerepelt az Icebreakers rágógumi reklámjában.
Disney nemcsak filmszerepeket oszt Hilary-nek, hanem reklámszerepeket is.
2006. Massively Mini Media Player népszerűsítése az Tiger Electronics felkérésében.
A 2007-ben megjelent Dignity albumán szereplő "With Love" száma szerepel a With Love parfüm reklámjában.

## Filmes karrier
Első filmes szerepe az ÖcsiKém című filmvígjátékban volt. A film elég sikeres lett ahhoz, hogy egy folytatást is csináljanak, de ebben Duff már nem szerepelt. Később a Csáó, Lizzie!-ben szerepelt, a film az egész világon sikeres lett. 2003-ban Steve Martin és Bonnie Hunt tizenkét gyereke közül alakította az egyiket a Tucatjával olcsóbb című filmben. 2004-ben főszerepet kapott a Los Angeles-i tündérmese című romantikus vígjátékban. Chad Michael Murry oldalán alakította a "modern Hamupipőkét". Ekkor jelölték először Arany Málnára legrosszabb színésznő kategóriában. Ugyanebben az évben szintén egy főszerepet kapott a Sztár születik című moziban, ahol énekelnie is kellett. Néhány kritikus dicsérte Duffot, mert az előző filmjeihez képest sokkal érettebb szerepben jelent meg. 2004-ben a Télapó nyomában című filmben Crystal eredeti szinkronhangja volt.
2005-ben főszerepet kapott Heather Locklear oldalán A tökéletes pasi című filmben. Majd még ebben az évben elkészült a Tucatjával olcsóbb 2. is, de közel sem lett olyan sikeres, mint az első rész. A 26. Arany Málna-gálán ezért a szerepért is kapott egy jelölést. 2006-ban a nővérével együtt szerepelt a Lányok a pácban című vígjátékban. A film bevételi kudarc lett, Hilaryt és Haylie-t két kategóriában is jelölték Arany Málnára.
2007 elején a Duff nővérek a Foodfight! című számítógépes játékban kölcsönözték hangjukat. 2008-ban Duff a Jó üzlet a háború című akcióvígjátékban tűnt fel. 2009-ben szerepelt a Szellemekkel suttogó egy epizódjában, de játszott az Újra a gimiben filmben is Chevy Chase oldalán. Lehetőséget kapott továbbá a What Goes Up filmben is, de a kritikusok negatívan értékelték színészi teljesítményét. 2009-ben szerepelt még a Gossip Girl – A pletykafészek című sorozatban 3. évadjában.

## Magánélete
2007-ben ismerkedett meg Mike Comrie kanadai jégkorongozóval. Az esküvőt 2010. augusztus 15-én tartották Santa Barbarában, Kaliforniában. Duff egy Vera Wang ruhában állt az oltár elé, 100 fős vendégsereg előtt mondták ki a boldogító igent. 2011-ben bejelentette, hogy kisbabát vár, 2012. március 20-án megszületett első fia. 2016 februárjában Duff és Comrie különváltak.
2017-ben kezdett randevúzni Matthew Koma énekes-dalszerzővel, akivel sokat dolgoztak együtt a 2015-ös Breathe In. Breathe Out. című albumán (Koma volt a címadó dal társszerzője és producere). 2018. június 8-án bejelentették, hogy Hilary várandós első közös gyermekükkel, egy kislánnyal. 2018. október 25-én életet adott első kislányának. Hilary és Matthew 2019 májusában eljegyezték egymást, majd ugyanaz év december 21-én összeházasodtak. 2020. október 24-én Hilary bejelentette harmadik terhességét az Instagramon. 2021. március 24-én megszületett a pár második közös gyermeke, szintén egy kislány.

## Filmográfia

### Film
| Év   | Magyar cím                     | Eredeti cím              | Szerep                           | Magyar hang        |
| ---- | ------------------------------ | ------------------------ | -------------------------------- | ------------------ |
| 1998 | Casper és Wendy                | Casper Meets Wendy       | Wendy                            | Kántor Kitty       |
| 2002 | Libidó – Vissza az ösztönökhöz | Human Nature             | Lila Jute fiatalon               |                    |
| 2003 | ÖcsiKém                        | Agent Cody Banks         | Natalie Connors                  | Bogdányi Titanilla |
| 2003 | Csáó, Lizzie!                  | The Lizzie McGuire Movie | Lizzie McGuire / Isabella Parigi | Bogdányi Titanilla |
| 2003 | Tucatjával olcsóbb             | Cheaper by the Dozen     | Lorraine Baker                   | Molnár Ilona       |
| 2004 | Los Angeles-i tündérmese       | A Cinderella Story       | Samantha "Sam" Montgomery        | Szávai Viktória    |
| 2004 | Sztár születik                 | Raise Your Voice         | Terri Fletcher                   | Haffner Anikó      |
| 2004 | Télapó nyomában                | In Search of Santa       | Crystal hercegnő (hangja)        | Pekár Adrienn      |
| 2005 | A tökéletes pasi               | The Perfect Man          | Holly Hamilton                   | Solecki Janka      |
| 2005 | Tucatjával olcsóbb 2.          | Cheaper by the Dozen 2   | Lorraine Baker                   | Haffner Anikó      |
| 2006 | Lányok a pácban                | Material Girls           | Tanzie Marchetta                 | Mezei Kitty        |
| 2008 | Jó üzlet a háború              | War, Inc.                | Yonica Babyyeah                  | Bogdányi Titanilla |
| 2009 | Újra a gimiben                 | Stay Cool                | Shasta O'Neil                    |                    |
| 2009 |                                | What Goes Up             | Lucy Diamond                     |                    |
| 2009 |                                | Greta                    | Greta                            |                    |
| 2011 | Az éjszaka országai            | Bloodworth               | Raven Halfacre                   | Csuha Borbála      |
| 2012 |                                | She Wants Me             | Kim Powers                       |                    |
| 2012 |                                | Foodfight!               | Napfény Istennő (hangja)         |                    |
| 2013 |                                | Wings                    | Windy (hangja)                   |                    |
| 2014 |                                | Wings: Sky Force Heroes  | Windy (hangja)                   |                    |
| 2016 | Kocsmatúra                     | Flock of Dudes           | Amanda L. Benson                 | Roatis Andrea      |

### Televízió
| Év        | Magyar cím                               | Eredeti cím                       | Szerep                           | Megjegyzések                                                         |
| --------- | ---------------------------------------- | --------------------------------- | -------------------------------- | -------------------------------------------------------------------- |
| 1997      | Amazonok a vadnyugaton                   | True Women                        | statiszta                        | stáblistán nincs feltüntetve                                         |
| 1999      |                                          | The Soul Collector                | Ellie                            | tévéfilm                                                             |
| 2000      | Chicago Hope Kórház                      | Chicago Hope                      | Jessie Seldon                    | 1 epizód                                                             |
| 2001–2004 | Lizzie McGuire                           | Lizzie McGuire                    | Lizzie McGuire                   | főszereplő (65 epizód)                                               |
| 2002      | Tinikadét                                | Cadet Kelly                       | Kelly Collins                    | tévéfilm                                                             |
| 2003–2005 |                                          | George Lopez                      | Stephanie / Kenzie               | 2 epizód                                                             |
| 2003      |                                          | American Dreams                   | The Shangri-Las tag              | 1 epizód                                                             |
| 2004      | Frasier – A dumagép                      | Frasier                           | Britney (hangja)                 | 1 epizód                                                             |
| 2005      | Isteni sugallat                          | Joan of Arcadia                   | Dylan Samuels                    | 1 epizód                                                             |
| 2005      |                                          | Dear Santa                        | önmaga                           | televíziós különkiadás                                               |
| 2006      | Rebelde                                  | Rebelde                           | önmaga                           | 1 epizód                                                             |
| 2007      |                                          | The Andy Milonakis Show           | önmaga                           | 1 epizód                                                             |
| 2007      |                                          | Hilary Duff: This Is Now          | önmaga                           | dokumentumfilm                                                       |
| 2009      | Szellemekkel suttogó                     | Ghost Whisperer                   | Morgan Jeffries                  | 1 epizód                                                             |
| 2009      | Esküdt ellenségek: Különleges ügyosztály | Law & Order: Special Victims Unit | Ashlee Walker                    | 1 epizód                                                             |
| 2009      | Gossip Girl – A pletykafészek            | Gossip Girl                       | Olivia Burke                     | visszatérő szereplő 3. évad (6 epizód)                               |
| 2010      | Munkával szerzett pasi                   | Beauty & the Briefcase            | Lane Daniels                     | - tévéfilm - főszereplő és producer - magyar hangja: - Haffner Anikó |
| 2010      | Balfékek                                 | Community                         | Meghan                           | 1 epizód                                                             |
| 2012      | Leendő divatdiktátorok                   | Project Runway                    | önmaga                           | 1 epizód                                                             |
| 2013      | Nevelésből elégséges                     | Raising Hope                      | Rachel                           | 1 epizód                                                             |
| 2013      | Két pasi – meg egy kicsi                 | Two and a Half Men                | Stacey                           | 1 epizód                                                             |
| 2013      | Dóra, a felfedező                        | Dora the Explorer                 | Jessica a jégboszorkány (hangja) | 1 epizód                                                             |
| 2014      |                                          | Real Girl's Kitchen               | önmaga                           | 3 epizód                                                             |
| 2015–2021 | Younger                                  | Younger                           | Kelsey Peters                    | - főszereplő (84 epizód) - magyar hangja: - Csifó Dorina             |

## Diszkográfia

### Stúdióalbumok
- Santa Claus Lane (2002)
- Metamorphosis (2003)
- Hilary Duff (2004)
- Dignity (2007)
- Breathe In. Breathe Out. (2015)

## Díjak
2007 – Arany Málna-jelölés – a legrosszabb színésznő (Lányok a pácban)
2007 – Arany Málna-jelölés – a legrosszabb páros (Lányok a pácban)
2006 – Arany Málna-jelölés – a legrosszabb színésznő (Tucatjával olcsóbb 2.)
2005 – Arany Málna-jelölés – a legrosszabb színésznő (Los Angeles-i tündérmese)
2005 – Nickelodeon Kids Choise Awards-díj – Kedvenc színész
2004 – Fake ID Award-díj – kedvenc 21 év alatti előadó
2004 – TMF Awards-díj – Legjobb új női művész
2004 – Nickelodeon Kids Choise Awards-díj – Kedvenc női énekesnő
2004 – Nickelodeon Kids Choise Awards-jelölés – Kedvenc sorozat: Lizzie McGuire
2003 – Nickelodeon Kids Choise Awards-jelölés – Kedvenc filmszereplő
2003 – Young Artist Awards-jelölés – Legjobb Tv sorozat (vígjáték, és dráma) :Lizzie McGuire
2003 – Nickelodeon Kids Choise Awards-díj – Kedvenc Sorozat: Lizzie McGuire
2003 – Nickelodeon Kids Choise Awards-jelölés – Kedvenc sorozat szereplő
2002 – First Annual Popstar!-díj Awards – kedvenc Tv sztárja
2002 – First Annual Popstar!-díj AwardsTv fellépés
2002 – Nickelodeon Kids Choise Awards-díj – Kedvenc sorozat: Lizzie McGuire
2002 – Nickelodeon Kids Choise Awards-díj Kedvenc színésznő
2002 – Young Artist Awards-díj Legjobb tv-sorozat: Lizzie McGuire
2002 – Young Artist Awards-díj Legjobb fiatal szereplő: Lizzie McGuire
2000 – Young Artist Awards-díj – Legjobb TV szereplés
1999 – Young Artist Awards-jelölés – Legjobb TV szereplés és Legjobb fiatal színész: Casper És Wendy találkozása
1998 – Young Artist Award -fiatal mellékszereplő